# Laurent Tranier
Pour le joueur français de rugby à XIII, voir Francis Tranier.

a Compétitions nationales et continentales officielles uniquement.

b Matchs officiels uniquement.
Dernière mise à jour le 9 décembre 2017.
Laurent Tranier, né le 16 juillet 1989 à Toulouse, est un joueur et entraîneur français de rugby à XV évoluant au poste de centre ou de demi d'ouverture.

## Biographie
Laurent Tranier est formé au Stade toulousain avec qui il fait ses débuts avec l'équipe professionnelle à la fin de la saison 2007-2008. Il est recruté par Biarritz en 2008. Il comptabilise cette année-là 18 rencontres au sein de l'équipe première dont quatre en coupe d'Europe. Lors de la saison 2009-2010, il participe à l'épopée européenne du Biarritz olympique en étant titulaire à un match et remplaçant à quatre autres. Il subit cette année-là une concurrence importante au centre de l'attaque biarrote avec Damien Traille, Arnaud Mignardi, Philippe Bidabé ou encore Yann Fior. Il retrouve l'équipe espoir en milieu de saison et s'essaye au poste de demi d'ouverture. Il est sélectionné avec l'équipe de France des moins de 21 ans.
Il participe au match de barrage de la saison 2010-2011 contre Clermont (défaite 27-17) et rentre à l'ouverture à la place de Julien Peyrelongue. 
En juin 2011, il s'engage pour deux ans avec le Lyon OU, tout juste promu en Top 14.
Le 21 janvier 2012, il rentre à la 63e minute d'un match d'Amlin Cup contre les Newcastle Falcons en lieu et place de Gerald Gambetta au poste de Troisième ligne aile, le poste sur lequel il avait été formé au Stade toulousain. Il inscrit un essai 6 minutes plus tard.
À la fin de la saison 2013-2014 qui voit la montée du LOU en Top 14, il signe à Soyaux Angoulême XV, champion de France de Fédérale 2 promu en Fédérale 1.
Début janvier 2015, il signe un contrat en tant que joker médical de Maxime Veau au sein du Tarbes Pyrénées rugby en Pro D2. En 2016, il rejoint Provence rugby en Fédérale 1.
Le 24 mai 2018, il annonce l'arrêt de sa carrière à 28 ans. Il rejoint alors l'équipe d'entraîneur du Blagnac rugby féminin dont fait partie son frère Nicolas.

## Palmarès
- Finaliste de la Coupe d'Europe en 2010 Biarritz Olympique
- Champion de France de Pro D2 : 2014 Lou Rugby
- Champion de France Fédérale 1 : 2018 Provence Rugby